# Scotopteryx elisata
Scotopteryx elisata är en fjärilsart som beskrevs av John Kern Strecker 1899. Scotopteryx elisata ingår i släktet backmätare, och familjen mätare. Inga underarter finns listade.